# فک خزپوش گالاپاگوس
فک خزپوش گالاپاگوس گونهای از پستانداران گوشت‌خوار از تیره Otariidae است. این جانور کوچک‌ترین فک خزپوش به شمار می‌رود و در کرانه‌های جزایر گالاپاگوس زایش می‌کند.